# Der Mongole wartet
Der Mongole wartet – Zeitschrift für Literatur und Kunst war eine von 1994 bis 2013 ein- bis zweimal jährlich erscheinende, meist ca. 500 Seiten umfassende gebundene Kunstzeitschrift.

## Inhaltliches
Das Konzept war die Gegenüberstellung von bildenden Künstlern und Autoren. Umfangreiche Einzelbeiträge gaben einen Einblick in die Arbeit der Maler und Literaten und lieferten zudem ausführliche biographische Porträts.
Das literarische Spektrum umfasste Essays (u. a. Erwin Chargaff, Nicolás Gómez Dávila, Walter Kappacher, Hermann Peter Piwitt, Claudio Magris, Michael Krüger, Gerhard Köpf, Wilhelm Genazino), Prosa (u. a. John Updike, Walker Percy, Maeve Brennan, Anne Enright, Edo Popović, Colm Tóibín, Samuel Beckett, Julien Gracq, Norman Manea, Robert Olmstead, Christoph Meckel) und Lyrik (u. a. Bernd Fischle, Florian Günther, Reinhard Henning, Michael Hillen, Ruth Velser, Dirk Bierbaß, Maximilian Zander, Kai Pohl, Clemens Schittko, Gerd Adloff, Michael Arenz). Im Bereich der bildenden Kunst präsentierte der „Mongole“ Künstler wie z. B. Alfred Biber, Lovis Corinth, Dieter Glasmacher, Wolfgang E. Herbst, František Kyncl, Hansgert Lambers, Markus Lüpertz, Uwe Pfeifer, Hans Scheuerecker, Dieter Süverkrüp, Norbert Tadeusz und Maja Weber.
Herausgeber war Michael Arenz. Er lebt heute als freier Schriftsteller in Bochum.